# Андрей Бакия
Андрей Георгиев Бакия е български революционер, деец на Вътрешната македоно-одринска революционна организация.

## Биография
Андрей Бакия е роден през 1874 година в демирхисарското село Брезово, тогава в Османската империя. Присъединява се към ВМОРО и през декември 1902 година е арестуван от властите и изтезаван. През лятото на 1903 година участва в Илинденско-Преображенското въстание с четата на Сотир Ристев. Взима участие в сражението при Ябол на 19 юли и в нападението на черкезкото Ново село на 20 юли и на 10 август при Керамидарница.
На 4 април 1943 година, като жител на Брезово, подава молба за народна пенсия, която е одобрена и отпусната от Министерския съвет на Царство България.